# Dibeloniella
Dibeloniella Nannf. – rodzaj grzybów należący do workowców (Ascomycota).

## Systematyka i nazewnictwo
Pozycja w klasyfikacji według Index Fungorum:
Mollisiaceae, Helotiales, Leotiomycetidae, Leotiomycetes, Pezizomycotina, Ascomycota, Fungi.
Gatunki występujące w Polsce
- Dibeloniella citrinella (Rehm) E. Müll. & Défago 1968

Nazwy naukowe oraz wykaz gatunków na podstawie Index Fungorum. Wykaz gatunków według M.A. Chmiel.